# Kannibalfilm
Kannibalfilm er en sub genre af exploitation-film lavet for det meste af italienske filmskabere gennem 1970'erne og 1980'erne. Denne sub genre er en samling af grafisk blodige film, der normalt skildre kannibalisme af primitive, stenalder indfødte dybt inde i asiatiske eller sydamerikanske regnskove.
Selvom ikke alle kannibalfilm viser kannibalisme på skærmen, fastslår alle de film som er forbundet med genren, at stammen er kannibalistisk. Selvom kannibalisme er det samlende hovedtema i disse film, og der generellet fokuseres på forskellige former for chokerende, realistisk og grafisk vold, typisk herunder tortur, voldtægt, kastration og / eller dyremishandling.
I lighed med Mondofilm, er den vigtigste reklame for kannibalfilm løftet om lemlæstelse, eksotiske steder, og grusom adfærd, og i sidste ende blev det en populær del af Grindhouse kultur. Toppen af genrens popularitet var fra 1977 til 1981, en periode, som der er blevet kendt som kannibalboom. 
På grund af deres grafiske indhold, har denne filmundergenre ofte centrum for kontroverser. Mange af filmene indeholder ægte mord af dyr, hvilket gør dem til et fælles mål af censorer rundt om i verden. Inkluderingen af grafiske sex og seksuel vold har også resulteret i censur.

## Historie
Film i stil med kannibalgenren var ikke sjælden før 1970'erne, da regnskoven eventyrfilm ofte blev fundet populære i biografen (såsom film med Tarzan i 30'erne og 40'erne hovedrollen Johnny Weissmuller). Nogle af disse film havde endda inkluderet primitive, og i nogle tilfælde, kannibalstammer, og kan ses som prototypen for den moderne kannibalfilm. En film, der kan næsten med sikkerhed, kaldes forgængeren til kannibalgenren er Cornel Wildes film fra 1966 The Naked Prey, som handler om en hvid mand der blive jagtet af en stamme af indfødte, fordi hans safarigruppe har fornærmet deres høvding. 
Subgenren, som den er kendt i dag blev officielt startet med den italienske instruktør Umberto Lenzi film Il Paese del Sesso Selvaggio (også kendt som The Man from the Deep River) fra 1972. Filmen The Man from Deep River blev udgivet i New York City under navnet Sacrifice! Og var et 42nd Street hit. Denne film inspireret adskillige andre lignende film, der blev lavet i slutningen af 70'erne, en periode identificeret af genrens fans som "kannibal boom ". inkluderet i disse filmen er Ruggero Deodatos Ultimo Mondo Cannibale også kaldet Last Cannibal World (Jungle Holocaust i USA), Sergio Martino The Mountain af Cannibal Gud, og et par film af Joe D'Amato med Laura Gemser i hovedrollen.

## Films
Mens mange film passer på den definition af en kannibalfilm, er den generelle forståelse af genren, at den involverer primitive indfødte som det store plot. 
Alternative titler på  engelsk er angivet i parentes nedenfor.
- Il paese del sesso selvaggio (1972) (The Man from the Deep River; Deep River Savages)

- Ultimo mondo cannibale (1977) (Last Cannibal World; Jungle Holocaust)

- Emanuelle e gli Ultimi Cannibali (1977) (Emanuelle and the Last Cannibals; Trap Them and Kill Them)

- La Montagna del Dio Cannibale (1978) (The Mountain of the Cannibal God)

- Papaya dei Caraibi (1978) (Papaya, Love Goddess of the Cannibals)

- Primitif (1978) (Primitives; Savage Terror)

- Cannibal Holocaust (1980)

- Mangiati Vivi (1980) (Eaten Alive!; The Emerald Jungle)

- Mondo Cannibale (1980) (White Cannibal Queen; Cannibals)

- Il cacciatore di uomini  (1980) (The Man Hunter; Devil Hunter)

- Orgasmo nero (1980) (Black Orgasm)

- Cannibal Ferox (1981) (Make Them Die Slowly!)

- Terror Caníbal (1981) (Cannibal Terror)

- Schiave bianche: violenza in Amazzonia (1985) (Amazonia: The Catherine Miles Story)

- Nudo e selvaggio (1985) Massacre in Dinosaur Valley; Cannibal Ferox 2)

- Natura Contro (1988) (The Green Inferno; Cannibal Holocaust II)

*Indeholder ingen på skærmen kannibalisme
Der er nogle andre film, der også kunne overvejes at være kannibalfilm, bl.a. Ruggero Deodato's Inferno in diretta (også kendt som Cut and Run), og flere andre værker af Jesus Franco.